# Vnější hranice Evropské unie
Vnější hranice Evropské unie jsou hranice mezi státy Evropské unie a státy mimo Evropskou unii. 
Od vstupu Chorvatska do Evropské unie 1. června 2013 a po vystoupení Spojeného království 31. ledna 2020 je její pozemní vnější hranice dlouhá přes čtrnáct tisíc kilometrů. Podíl jednotlivých států na ní shrnuje následující tabulka.
| Unijní stát                             | Vnější hranice | Vnější hranice | Vnější hranice | Vnější stát               | Shrnující označení                          |  |
| Unijní stát                             | 14.503 km      | 14.503 km      | 14.503 km      | Vnější stát               | Shrnující označení                          |  |
| --------------------------------------- | -------------- | -------------- | -------------- | ------------------------- | ------------------------------------------- |  |
|                                         |                |                |                |                           |                                             |  |
| Švédsko                                 | 1.619 km       | 1.619 km       | 2.346 km       | Norsko                    | 2.346 km severní hranice EU                 |  |
| Finsko                                  | 2.040 km       | 0727 km        | 2.346 km       | Norsko                    | 2.346 km severní hranice EU                 |  |
| Finsko                                  | 2.040 km       | 1.313 km       | 1.895 km       | Rusko                     | 4.695 km východní hranice EU                |  |
| Estonsko                                | 0290 km        | 0290 km        | 1.895 km       | Rusko                     | 4.695 km východní hranice EU                |  |
| Lotyšsko                                | 0463 km        | 0292 km        | 1.895 km       | Rusko                     | 4.695 km východní hranice EU                |  |
| Lotyšsko                                | 0463 km        | 0171 km        | 1.091 km       | Bělorusko                 | 4.695 km východní hranice EU                |  |
| Litva                                   | 0502 km        | 0502 km        | 1.091 km       | Bělorusko                 | 4.695 km východní hranice EU                |  |
| Polsko                                  | 0953 km        | 0418 km        | 1.091 km       | Bělorusko                 | 4.695 km východní hranice EU                |  |
| Polsko                                  | 0953 km        | 0535 km        | 1.090 km       | Ukrajina                  | 4.695 km východní hranice EU                |  |
| Slovensko                               | 0090 km        | 0090 km        | 1.090 km       | Ukrajina                  | 4.695 km východní hranice EU                |  |
| Maďarsko                                | 0103 km        | 0103 km        | 1.090 km       | Ukrajina                  | 4.695 km východní hranice EU                |  |
| Rumunsko                                | 0981 km        | 0362 km        | 1.090 km       | Ukrajina                  | 4.695 km východní hranice EU                |  |
| Rumunsko                                | 0981 km        | 0450 km        | 0450 km        | Moldavsko                 | 4.695 km východní hranice EU                |  |
| Rumunsko                                | 0981 km        | 0169 km        | 0169 km        | Ukrajina                  | 4.695 km východní hranice EU                |  |
|                                         |                |                |                |                           |                                             |  |
| Bulharsko                               | 0240 km        | 0240 km        | 0446 km        | Turecko                   | 446 km jihovýchodní hranice EU              |  |
| Řecko                                   | 0206 km        | 0206 km        | 0446 km        | Turecko                   | 446 km jihovýchodní hranice EU              |  |
|                                         |                |                |                |                           |                                             |  |
| Kypr                                    | 0181 km        | 0181 km        | 0181 km        | Severní Kypr              | 181 km                                      |  |
| Kypr                                    |                |                |                |                           |                                             |  |
| Kypr                                    | 0152 km        | 0152 km        | 0152 km        | Akrotiri a Dekelia        | 152 km hranice s vojenskými základnami      |  |
|                                         |                |                |                |                           |                                             |  |
| Litva                                   | 0227 km        | 0227 km        | 0437 km        | Rusko                     | 437 km Kaliningradská oblast Ruské federace |  |
| Polsko                                  | 0210 km        | 0210 km        | 0437 km        | Rusko                     | 437 km Kaliningradská oblast Ruské federace |  |
|                                         |                |                |                |                           |                                             |  |
| Irsko                                   | 0499 km        | 0499 km        | 0499 km        | Spojené království        | 499 km hranice na ostrově Irsko             |  |
|                                         |                |                |                |                           |                                             |  |
| Rakousko                                | 0125 km        | 0125 km        | 1.811 km       | Švýcarsko                 | 1.846 km alpská enkláva                     |  |
| Itálie                                  | 0740 km        | 0740 km        | 1.811 km       | Švýcarsko                 | 1.846 km alpská enkláva                     |  |
| Francie                                 | 0573 km        | 0573 km        | 1.811 km       | Švýcarsko                 | 1.846 km alpská enkláva                     |  |
| Německo                                 | 0334 km        | 0334 km        | 1.811 km       | Švýcarsko                 | 1.846 km alpská enkláva                     |  |
| Rakousko                                | 0074 km        | 0039 km        | 1.811 km       | Švýcarsko                 | 1.846 km alpská enkláva                     |  |
| Rakousko                                | 0074 km        | 0035 km        | 0035 km        | Lichtenštejnsko           | 1.846 km alpská enkláva                     |  |
|                                         |                |                |                |                           |                                             |  |
| Chorvatsko                              | 1.198 km       | 0025 km        | 0025 km        | Černá Hora                | 2.819 km západobalkánská enkláva            |  |
| Chorvatsko                              | 1.198 km       | 0932 km        | 0932 km        | Bosna a Hercegovina       | 2.819 km západobalkánská enkláva            |  |
| Chorvatsko                              | 1.198 km       | 0241 km        | 1.186 km       | Srbsko                    | 2.819 km západobalkánská enkláva            |  |
| Maďarsko                                | 0151 km        | 0151 km        | 1.186 km       | Srbsko                    | 2.819 km západobalkánská enkláva            |  |
| Rumunsko                                | 0476 km        | 0476 km        | 1.186 km       | Srbsko                    | 2.819 km západobalkánská enkláva            |  |
| Bulharsko                               | 0466 km        | 0318 km        | 1.186 km       | Srbsko                    | 2.819 km západobalkánská enkláva            |  |
| Bulharsko                               | 0466 km        | 0148 km        | 0394 km        | Severní Makedonie         | 2.819 km západobalkánská enkláva            |  |
| Řecko                                   | 0528 km        | 0246 km        | 0394 km        | Severní Makedonie         | 2.819 km západobalkánská enkláva            |  |
| Řecko                                   | 0528 km        | 0282 km        | 0282 km        | Albánie                   | 2.819 km západobalkánská enkláva            |  |
|                                         |                |                |                |                           |                                             |  |
| Španělsko                               | 0064 km        | 0064 km        | 0121 km        | Andorra                   | 167 km enklávy ministátů                    |  |
| Francie                                 | 0057 km        | 0057 km        | 0121 km        | Andorra                   | 167 km enklávy ministátů                    |  |
| Francie                                 |                |                |                |                           | 167 km enklávy ministátů                    |  |
| Francie                                 | 0004 km        | 0004 km        | 0004 km        | Monako                    | 167 km enklávy ministátů                    |  |
|                                         |                |                |                |                           | 167 km enklávy ministátů                    |  |
| Itálie                                  | 0039 km        | 0039 km        | 0039 km        | San Marino                | 167 km enklávy ministátů                    |  |
| Itálie                                  |                |                |                |                           | 167 km enklávy ministátů                    |  |
| Itálie                                  | 0003 km        | 0003 km        | 0003 km        | Vatikán                   | 167 km enklávy ministátů                    |  |
|                                         |                |                |                |                           |                                             |  |
| Španělsko (Ceuta)                       | 0007 km        | 0007 km        | 0007 km        | Maroko                    | 18.2 km severoafrické exklávy + Gibraltar   |  |
|                                         |                |                |                | Maroko                    | 18.2 km severoafrické exklávy + Gibraltar   |  |
| Španělsko (Melilla)                     | 0010 km        | 0010 km        | 0010 km        | Maroko                    | 18.2 km severoafrické exklávy + Gibraltar   |  |
|                                         |                |                |                | Maroko                    | 18.2 km severoafrické exklávy + Gibraltar   |  |
| Španělsko (Peñón de Vélez de la Gomera) | 0,085 km       | 0,085 km       | 0,085 km       | Maroko                    | 18.2 km severoafrické exklávy + Gibraltar   |  |
|                                         |                |                |                |                           | 18.2 km severoafrické exklávy + Gibraltar   |  |
| Španělsko (provincie Cádiz)             | 001.20 km      | 001.2 km       | 001.20 km      | Gibraltar                 | 18.2 km severoafrické exklávy + Gibraltar   |  |
|                                         |                |                |                |                           |                                             |  |
| Francie (Francouzská Guyana)            | 1.183 km       | 0673 km        | 0673 km        | Brazílie                  | 1.183 km v Jižní Americe                    |  |
| Francie (Francouzská Guyana)            | 1.183 km       | 0510 km        | 0510 km        | Surinam                   | 1.183 km v Jižní Americe                    |  |
|                                         |                |                |                |                           |                                             |  |
| Francie (Saint-Martin)                  | 0014 km        | 0014 km        | 0014 km        | Nizozemsko (Sint Maarten) | 14 km v Karibiku                            |  |
|                                         |                |                |                |                           |                                             |  |